# 2018年オーストラリアグランプリ
2018年オーストラリアグランプリ (2018 Australian Grand Prix) は、2018年のF1世界選手権の開幕戦として、2018年3月25日にアルバート・パーク・サーキットで開催された。
正式名称は「FORMULA 1 2018 ROLEX AUSTRALIAN GRAND PRIX」。

## レース前
本レースでピレリが供給するドライタイヤのコンパウンドは、ソフト、スーパーソフト、ウルトラソフトの3種類。
オーバーテイク機会を増やすため、F1では初めてDRSゾーンを3ヶ所に設定した。本年よりコクピット保護デバイス「ハロ」の装着が義務付けられたことに伴い、スタートライトが見えづらくなるという懸念があったため、FIAはスタートライトを従来より低い位置に設置することを決めた。

## エントリーリスト
セルゲイ・シロトキン（ウィリアムズ）とシャルル・ルクレール（ザウバー）は本レースがF1デビュー戦となる。

## フリー走行
開催日時はオーストラリア東部夏時間 (UTC+11、以下同じ）。
1回目(FP1)
2018年3月23日 12:00 気温:25度 路面温度:38度 天候:晴(ドライ)
ルイス・ハミルトンが1:24.026のトップタイムをウルトラソフトで記録し、チームメイトのバルテリ・ボッタスが続いた。
2回目(FP2)
2018年3月23日 16:00 気温:29度 路面温度:44度 天候:晴(ドライ)
日曜の決勝に合わせて各車ロングランを敢行する。開始後47分にタイヤの破片が飛び散ったため赤旗が出され、セッションは5分間中断した。中断時にダニエル・リカルドが減速不足と判断され、3グリッド降格ペナルティが科されることになった。ハミルトンが1:23.931でFP1に続いてトップタイムを記録し、0.1秒差でマックス・フェルスタッペンが2位に付けた。
3回目(FP3)
2018年3月24日 14:00 気温:18度 路面温度:22度 天候:曇(ウエット→ドライ)
朝から降り続いた雨はセッション開始時には止んだが路面はウエット状態だったため、各車ウエットタイヤで走行を開始した。セッション中盤以降路面は乾いていき、終盤にはフェラーリ勢がドライタイヤでアタックし、セバスチャン・ベッテルが1:26.067でトップタイム、キミ・ライコネンが2位に続いた。

## 予選
2018年3月24日 17:00 気温:24度 路面温度:31度 天候:曇(ドライ)
ハミルトンが2位以下を大きく引き離し、前年に記録したコースレコードを1秒縮めるタイムでポールポジションを獲得した。

### 経過
Q1
各車ウルトラソフトでアタックを開始。1回目のアタックでトップに立ったのはライコネンで1:23.096、2回目のアタックはハミルトンが1:22.824でライコネンを上回った。シロトキン、ザウバーの2台、新たにホンダのパワーユニットを搭載したトロ・ロッソの2台がQ1敗退となった。
Q2
決勝スタートを見据えてレッドブル勢のみスーパーソフトを選択、他車はウルトラソフトでアタックした。最初のアタックでハミルトンが1:22.051で2位のライコネンに0.5秒近い差を付けてトップに立つ。ここで空が暗くなり、各車雨を警戒して早めに2回目のアタックに臨んだ。ハミルトンはタイムを更新せず、ベッテルが1:21.944を出してトップに立った。ランス・ストロール、フォース・インディアの2台、本年よりルノーのパワーユニットに変更したマクラーレンの2台がQ2敗退となった。
Q3
ハース勢とルノー勢が中古のウルトラソフト、他車は新品のウルトラソフトで1回目のアタックを開始したが、ボッタスがターン2でクラッシュしたため赤旗が掲示され、全員タイムを記録できなかった。ボッタスのマシンを撤去するためセッションは10分中断され、残り9分47秒から再開された。ハミルトンは中古のウルトラソフトで1:22.051を出してトップに立つ。残り3分でハース勢とルノー勢も最後のアタックで新品のウルトラソフトを履いてピットアウトしていったが、その際にロマン・グロージャンがカルロス・サインツJr.をピットレーン上で追い抜いてしまった。最後のアタックでハミルトンが1:21.164という驚異的なタイムでオーストラリアGPでは5年連続となるポールポジションを獲得した。以下ライコネン、ベッテルのフェラーリ勢、フェルスタッペン、リカルドのレッドブル勢が続いた。ボッタスはギアボックスの交換が必要となったため、5グリッド降格のペナルティを受ける。

### 結果
| Pos.                | No. | ドライバー                 | コンストラクター                | Q1       | Q2       | Q3       | Grid |
| ------------------- | --- | -------------------------- | ------------------------------- | -------- | -------- | -------- | ---- |
| 1                   | 44  | ルイス・ハミルトン         | メルセデス                      | 1:22.824 | 1:22.051 | 1:21.164 | 1    |
| 2                   | 7   | キミ・ライコネン           | フェラーリ                      | 1:23.096 | 1:22.507 | 1:21.828 | 2    |
| 3                   | 5   | セバスチャン・ベッテル     | フェラーリ                      | 1:23.348 | 1:21.944 | 1:21.838 | 3    |
| 4                   | 33  | マックス・フェルスタッペン | レッドブル-タグ・ホイヤー       | 1:23.483 | 1:22.416 | 1:21.879 | 4    |
| 5                   | 3   | ダニエル・リカルド         | レッドブル-タグ・ホイヤー       | 1:23.494 | 1:22.897 | 1:22.152 | 8 1  |
| 6                   | 20  | ケビン・マグヌッセン       | ハース-フェラーリ               | 1:23.909 | 1:23.300 | 1:23.187 | 5    |
| 7                   | 8   | ロマン・グロージャン       | ハース-フェラーリ               | 1:23.671 | 1:23.468 | 1:23.339 | 6    |
| 8                   | 27  | ニコ・ヒュルケンベルグ     | ルノー                          | 1:23.782 | 1:23.544 | 1:23.532 | 7    |
| 9                   | 55  | カルロス・サインツ         | ルノー                          | 1:23.529 | 1:23.061 | 1:23.577 | 9    |
| 10                  | 77  | バルテリ・ボッタス         | メルセデス                      | 1:23.686 | 1:22.089 | No Time  | 15 2 |
| 11                  | 14  | フェルナンド・アロンソ     | マクラーレン-ルノー             | 1:23.597 | 1:23.692 |          | 10   |
| 12                  | 2   | ストフェル・バンドーン     | マクラーレン-ルノー             | 1:24.073 | 1:23.853 |          | 11   |
| 13                  | 11  | セルジオ・ペレス           | フォース・インディア-メルセデス | 1:24.344 | 1:24.005 |          | 12   |
| 14                  | 18  | ランス・ストロール         | ウィリアムズ-メルセデス         | 1:24.464 | 1:24.230 |          | 13   |
| 15                  | 31  | エステバン・オコン         | フォース・インディア-メルセデス | 1:24.503 | 1:24.786 |          | 14   |
| 16                  | 28  | ブレンドン・ハートレイ     | トロ・ロッソ-ホンダ             | 1:24.532 |          |          | 16   |
| 17                  | 9   | マーカス・エリクソン       | ザウバー-フェラーリ             | 1:24.556 |          |          | 17   |
| 18                  | 16  | シャルル・ルクレール       | ザウバー-フェラーリ             | 1:24.636 |          |          | 18   |
| 19                  | 35  | セルゲイ・シロトキン       | ウィリアムズ-メルセデス         | 1:24.922 |          |          | 19   |
| 20                  | 10  | ピエール・ガスリー         | トロ・ロッソ-ホンダ             | 1:25.295 |          |          | 20   |
| 107% time: 1:28.621 |     |                            |                                 |          |          |          |      |
| ソース:             |     |                            |                                 |          |          |          |      |

追記
- ^1 - リカルドはFP2での赤旗中断の際に最小タイムを上回ったため、3グリッド降格及びペナルティポイント2点(合計2点)が科された[9][17]
- ^2 - ボッタスは予選後に6戦以内のギアボックス交換を行ったため5グリッド降格[16][18]

## 決勝
2018年3月25日 16:10 気温:24度 路面温度:38度 天候:晴(ドライ)
セバスチャン・ベッテルがバーチャルセーフティカー(VSC)導入のチャンスを活かしてルイス・ハミルトンを逆転し、優勝を飾った。

### 展開
バルテリ・ボッタスは予選Q3でのクラッシュにより、ギアボックス、コントロールエレクトロニクス(電子制御装置、CE)、エネルギーストア(バッテリー、ES)を交換した。スタートタイヤは予選Q2をスーパーソフトで通過したレッドブル勢とザウバーやウィリアムズ、トロ・ロッソなど後方のマシンがスーパーソフトを選択、その他はウルトラソフトとなった。
上位3台は順調にスタートを切ったが、マックス・フェルスタッペンがケビン・マグヌッセンに抜かれて5位に下がった。ブレンドン・ハートレイはターン1でタイヤをロックさせてしまい、1周でソフトに交換した。
首位ハミルトンはファステストラップを連発し、2位キミ・ライコネンとの差を少しずつ広げていく。マグヌッセンを抜きあぐねていたフェルスタッペンは、10周目のターン1でスピンを喫して8位まで後退した。ライコネンもファステストラップを出していくが、ハミルトンもファステストラップを出して応戦する。
15周目にピエール・ガスリーのマシン後方から白煙が噴き出してスローダウン、ピットに戻ってリタイアした。原因はMGU-Hのトラブルで、本年より年間3基に減らされたMGU-Hのうち1基を初戦で失ってしまった。
18周目にライコネンがソフトに交換したが、次の周にハミルトンもソフトに交換してライコネンの前に出て順位は変わらず。各車タイヤ交換のタイミングとなった時、ハース勢とハミルトンを悪夢が襲う。5位を走行していたマグヌッセンが22周目にピットインしたが、左リアタイヤの交換が終わる前にピットアウトさせてしまい、マシンを止めた。その次の周にロマン・グロージャンもピットインしたが、今度は左フロントタイヤの交換が終わる前にピットアウトさせてしまう。グロージャンはターン2出口でマシンを止めざるを得なかった。ここまで上位を走り好調だったハースは痛恨のミスを連続で犯してしまい、これが後にハース勢がチームに罰金ペナルティの対象となる。グロージャンのストップによりVSCが導入され、このタイミングでベッテルがピットイン、ソフトに交換してハミルトンを逆転することに成功した。グロージャンのマシンを撤去するためVSCからセーフティカーに切り替わる。隊列が整理されていく際に、ハミルトンはなぜベッテルに逆転されたのかわからず無線でチームに問い詰めたが、チーム側も即答できなかった。この間にフェルスタッペンが5位のフェルナンド・アロンソを抜いてしまったが、セーフティカー導入中に順位を戻した。
32周目にレースは再開され、ハミルトンはファステストラップを連発してベッテルを懸命に追うがパワーユニットの温度管理に苦しみ、残り6周でアタックを諦めて2位確保に切り替えて勝負は決した。ベッテルは2年連続でオーストラリアGPを制して通算48勝目、通算100度目の表彰台獲得となった。ライコネンはベッテルとハミルトンについていけずリカルドとの3位争いに巻き込まれていくがなんとか3位を守りきり、フェラーリはダブル表彰台を獲得した。アロンソはフェルスタッペンを抑えきり5位、ストフェル・バンドーンも9位に入賞し、マクラーレン・ルノーはダブル入賞と上々のスタートを切った。ボッタスはオーバーテイクに苦しみ8位が精一杯だった。カルロス・サインツJr.はレース終盤に無線で腹痛を訴えたが、セルジオ・ペレスを抑えきり10位でポイントを獲得した。

### 結果
| Pos.   | No. | ドライバー                 | コンストラクター                | 周回数 | タイム/リタイア原因 | Grid | Pts. |
| ------ | --- | -------------------------- | ------------------------------- | ------ | ------------------- | ---- | ---- |
| 1      | 5   | セバスチャン・ベッテル     | フェラーリ                      | 58     | 1:29:33.283         | 3    | 25   |
| 2      | 44  | ルイス・ハミルトン         | メルセデス                      | 58     | +5.036              | 1    | 18   |
| 3      | 7   | キミ・ライコネン           | フェラーリ                      | 58     | +6.309              | 2    | 15   |
| 4      | 3   | ダニエル・リカルド         | レッドブル-タグ・ホイヤー       | 58     | +7.069              | 8    | 12   |
| 5      | 14  | フェルナンド・アロンソ     | マクラーレン-ルノー             | 58     | +27.886             | 10   | 10   |
| 6      | 33  | マックス・フェルスタッペン | レッドブル-タグ・ホイヤー       | 58     | +28.945             | 4    | 8    |
| 7      | 27  | ニコ・ヒュルケンベルグ     | ルノー                          | 58     | +32.671             | 7    | 6    |
| 8      | 77  | バルテリ・ボッタス         | メルセデス                      | 58     | +34.339             | 15   | 4    |
| 9      | 2   | ストフェル・バンドーン     | マクラーレン-ルノー             | 58     | +34.921             | 11   | 2    |
| 10     | 55  | カルロス・サインツ         | ルノー                          | 58     | +45.722             | 9    | 1    |
| 11     | 11  | セルジオ・ペレス           | フォース・インディア-メルセデス | 58     | +46.817             | 12   |      |
| 12     | 31  | エステバン・オコン         | フォース・インディア-メルセデス | 58     | +1:00.278           | 14   |      |
| 13     | 16  | シャルル・ルクレール       | ザウバー-フェラーリ             | 58     | +1:15.759           | 18   |      |
| 14     | 18  | ランス・ストロール         | ウィリアムズ-メルセデス         | 58     | +1:18.288           | 13   |      |
| 15     | 28  | ブレンドン・ハートレイ     | トロ・ロッソ-ホンダ             | 57     | +1 Lap              | 16   |      |
| Ret    | 8   | ロマン・グロージャン       | ハース-フェラーリ               | 24     | ホイール            | 6    |      |
| Ret    | 20  | ケビン・マグヌッセン       | ハース-フェラーリ               | 22     | ホイール            | 5    |      |
| Ret    | 10  | ピエール・ガスリー         | トロ・ロッソ-ホンダ             | 13     | パワーユニット      | 20   |      |
| Ret    | 9   | マーカス・エリクソン       | ザウバー-フェラーリ             | 5      | ハイドロリクス      | 17   |      |
| Ret    | 35  | セルゲイ・シロトキン       | ウィリアムズ-メルセデス         | 4      | ブレーキ            | 19   |      |
| ソース |     |                            |                                 |        |                     |      |      |

ファステストラップ
- ダニエル・リカルド - 1:25.945 (54周目)

ラップリーダー
- 1-18=ルイス・ハミルトン、19-58=セバスチャン・ベッテル

## 第1戦終了時点のランキング
|  | 順位 | ドライバー             | ポイント |
|  | ---- | ---------------------- | -------- |
|  | 1    | セバスチャン・ベッテル | 25       |
|  | 2    | ルイス・ハミルトン     | 18       |
|  | 3    | キミ・ライコネン       | 15       |
|  | 4    | ダニエル・リカルド     | 12       |
|  | 5    | フェルナンド・アロンソ | 10       |

|  | 順位 | コンストラクター          | ポイント |
|  | ---- | ------------------------- | -------- |
|  | 1    | フェラーリ                | 40       |
|  | 2    | メルセデス                | 22       |
|  | 3    | レッドブル-タグ・ホイヤー | 20       |
|  | 4    | マクラーレン-ルノー       | 12       |
|  | 5    | ルノー                    | 7        |

- 注：ドライバー、コンストラクター共にトップ5のみ表示。